# 間取り
間取り（まどり、英: house plan）は、主として住宅における部屋の配置、およびそれを決めることをいう。今日では、間取りという言葉を平面図または平面計画という意味で用いることが多くなってきた。「ゾーニング」ともいう。

## 概要
「間取り」という言葉は、建築物の内部における「間」（部屋、区画）の「取り」方からきているといえる。具体的には、建築物の内部空間を壁や段差などで物理的に分割するやり方、分割されたそれぞれの空間に機能を割り当てることでもある。
住宅の間取りについては、しばしば「良い間取り」「間取りが悪い」といった評価が下されることがあるが、これらは居住者にとって快適性、使い勝手、効率を言っていることが多い。このため、住宅の設計者は、建物の面積や形状、構造、環境といった制約の中で、各部屋の日照条件（採光）や、生活動線を考慮しつつ、部屋の配置を決定してゆくことになる。

## 平面計画
住宅においては、主に3つの空間に分割される。特に用語がないので仮に表現するが、「個人的な生活空間」、「共同的な生活空間」、「生活にともなう行為を行う空間」である。「個人的な生活空間」とは、「寝室」や「書斎」「子供部屋（子供室）」など、「共同的な生活空間」とは「居間」「客間」「食堂（食事室）」など、「生活にともなう行為を行う空間」とは「台所」（家事空間）「浴室」「便所」（生理・衛生空間）「玄関」「廊下」（交通空間）「押入れ」（収納空間）などである。
これらの機能は、居間と食事室を同じ部屋に組み合わせたり、空間を物理的に分割せずに1つの部屋に持たせることも可能であるが、条件の異なる生活行為を同じ空間に計画することは、それぞれの空間を充分にはたらかせるための最低条件として避けられている。例えば「食堂」の機能と「便所」の機能とを物理的障壁を一切設けずに一室で兼用させることは、衛生上の問題もあり、通常の住宅で計画されることは少ない。この条件を、寝ることと食べることが生活において相反する行為であることを引用して食寝分離という。
分割されたそれぞれの空間に、機能を持たせる際に重要となってくるものは、それぞれの機能同士の相関関係である。例えば「台所」と「食堂」は、調理から配膳という時間的に連続する家事行為の上にあるので、強い相関関係にあるといえる。相関関係の強い機能同士では、空間的に近接ないし連続させれば、機能の効率を上げることができる。こうした生活上の動線も勘案しながら各空間に適切に機能を配分することが「間取り」の考え方といえる。

## 間取りの基本思想
行為としての間取りを考える際には、前述の機能面のほかに、その建築物のある文化、風土、地域性、国民性などにも左右されることがある。ここでは、間取りに影響する基本思想のうち、機能的側面と文化的側面の2つを挙げる。

### 機能的側面
その建築物全体の使用目的を達成させるために、その建築物内部で行われる諸活動の機能の効率をいかに向上させるかを考慮するものである。
前述の住宅の例でいえば、次の点が考慮点として挙げられる。
1. 個人的行為（就寝、休養、学習など）の空間同士の近接
2. 時間的に連続する行為（調理→配膳→食事→下膳）の空間同士の近接
3. 類似的生活行為（食事と団欒）の空間同士の近接
4. 互いに相反する生活行為（食事と就寝）の空間の明確な分離（食寝分離）

特に、物理的に限られた空間の中でこれら全ての点を考慮した場合に、一つの部屋で複数の機能を兼用させて有効利用を図るという発想も出てくる。具体的には、1を一つの部屋で実現した「子供部屋（子供室）」、2を一つの部屋で実現した「ダイニングキッチン（DK）」、さらに2と3を一つの部屋で実現した「リビングダイニングキッチン（LDK）」が挙げられる。

## 間取り図

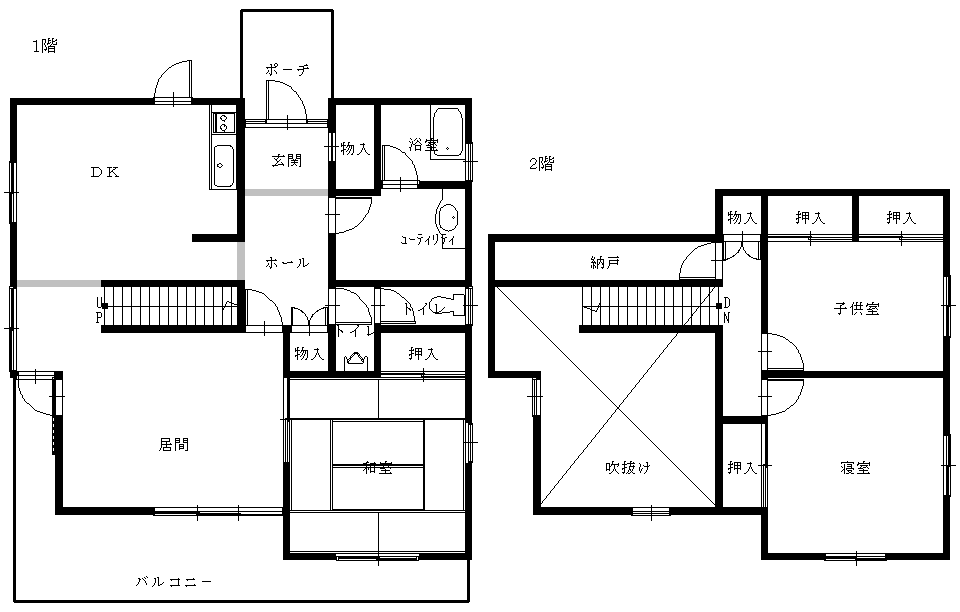
間取り図の例。

間取り図とは、建築物内部の部屋の配置を表現した簡略的な平面図であり、建築の世界では実物の1/100から1/30の縮尺で描かれるとされる。
一方、不動産の広告紙面上の間取り図は様々な縮尺で描かれている。扉や窓などの建具の表記についてはJIS A 0150により「平面表示記号」として表記の標準化が図られているが、片開き窓の記号が片開き戸の表現として用いられるなどの表記ゆれが多く発生している。不動産広告における間取り図では、方角、各部屋の配置のほか、各部屋の用途、各部屋の広さ（畳単位、和室であれば畳の配置）、建具の開閉方向、浴槽や洗面台などの固定された家具といったものが描かれている。
こうした間取り図は、製図技術を持った専門家がCADを用いるなどして作成しているが、図の厳密さを求めなければ、そうした技術のない個人でも間取り図を描画できるソフトウェアが市販、ないしフリーウェアとして公開されている。これらは、部屋の内部の家具の配置を検討したり、住宅を新築する際の素案を練ったりする際に用いられている。

## 日本と間取り
間取りの「間（ま）」は元来距離を表す概念であって、日本の建築の分野では柱と柱の間の長さをこうよんだ。これはやがて空間を示す言葉としても使われるようになり、室町時代には " 部屋の広さ " を表す概念としても使われるようになった。一間（ひとま）は、柱間一間四方つまり通常は6.5尺（約197cm）四方の空間（二畳敷の空間）を指し、これを単位として室空間と建築空間を構成することを間取りと呼んでいた。
日本の間取りには陰陽道の影響も見られる。「鬼門」すなわち鬼が入ってくるとされる方角（北東）には、玄関や水回りを作らないという考え方である。このほか、家相などの影響が見られる面などもある。いずれも現代では非合理な迷信、俗信として考えられていることも多いが、まだまだ、その影響は大きい。それらの成立当初には合理的理由があったものもある。
日本では昔は、女性の居住空間を、建築物の「北側」や、建築物の外部からの入口を基準にした相対位置が「奥」になるように配置する傾向が強かった。このことから、他人の妻の呼称として「北の方」「奥様」といった言葉が生じた。昭和時代ころまでは、台所を北側に配置する傾向があったのは、おそらくこの名残と考えられている。台所と食事場所を離して配置していた昔はそうした傾向があった。
しかし近年は、LDK（リビング・ダイニング・キッチン）など台所と食事をする場所と家族がくつろぐ場所を一体化させる空間づくりが一般化し住居の最南部に位置するリビング・ダイニングに接する位置に配置されることが増えてきた。

### 類型
日本の住宅の間取りについては、移動・共通空間（廊下、ホールなど）の有無、配置に着目して、次のような類型化の例がある。
ワンルーム型
居室がキッチンのある一間（ひとま）の間取り。
片廊下型
住宅の片側に一本の廊下を配して、各部屋間の移動を図るもの。
中廊下型
住宅の中央部に一本の廊下を配して、各部屋間の移動を図るもの。大正時代に提案された。
ホール型
住宅の玄関に一つのホールを設け、そこから放射状に連結するように各部屋を配したもの。動線の短縮を図れること、スペースの有効利用を図れることが特徴とされる。
居間中心型
住宅の中心に居間を据え、そこを住人の集合場所として各部屋を配したもの。
コートヤード型
上から見た住宅の形をカタカナの「コ」の字のようにして、採光、通風のための外部空間（court yard。いうなれば中庭）を確保したもの。
田の字型
廊下、ホール等の移動・共通空間を独立して設けずに、障子、襖等で空間を適宜仕切ったもの。間取り図で、こうした仕切りが十文字の形になり、ちょうど漢字の「田」の字のように部屋が配置されることからこの名がある。日本の伝統的な間取りとされる。なお、マンションなどに見られる「田の字プラン」（玄関からまっすぐに伸びた廊下を囲むように田の字型に居室を配置した間取り）とは別物である。
振分
振り分けとは、2K以上において、玄関から各個室へ他の個室を通らずに行ける間取り。各個室に、廊下または居間やダイニングルーム等の共用部分に面する戸がある事が、必要条件である。また、全ての個室の出入り口が1つだけなら、通路になる個室が無いので、十分条件となる。手前の部屋を通らなければ奥の部屋へ行けないような場合は、振分物件でない。
二世帯型
親の世帯とその子の世帯などの二世帯が居住する住宅を二世帯住宅という。便所、浴室、台所、ダイニングルーム、玄関、水道や電力のメーターなどそれぞれを一つで共用するか複数にして世帯別にするかで、独立性が異なり、独立性が高い程、それぞれの世帯の生活様式に合わせる事ができる。

### 文字列表現
日本の住宅に関しては、特に不動産広告などでは、「2DK」「3LDK」など数字とアルファベットを組み合わせた文字列による表現が使われる。
文字列による表現については、例えば「和6、4.5、洋8、DK8」と表現された場合は、その住宅物件内に「6畳（帖）の和室」「4畳半の和室」「8畳の洋室」「8畳のダイニングキッチン」があることを示している。
各部屋の広さは「畳（じょう）」（「帖」とも表記される）単位であるが、同じ1畳でも京間、江戸間、団地間などで大きさが異なるため、部屋の広さを推測する際には注意が必要である。（畳#寸法も参照）
一方、「1K」「2DK」「3LDK」といった表現の場合は、冒頭の数字は「寝室」（として使える居室）の数を表し、後のアルファベットは、これらの「寝室」のほかに、
- K - 「台所」（Kitchen）
- DK - 「食堂」（Dining room）と「台所」、または「ダイニングキッチン」（和製英語。Dining Kitchen）
- LDK - 「居間」（Living room）と「食堂」と「台所」、または前3者のうち2者を兼用した部屋と残り1者の部屋、もしくは「リビングダイニングキッチン」（和製英語。Living Dining Kitchen）

といった部屋が少なくとも一つあることを示している。
また、納戸としての使用を想定した部屋（非居室）がある場合はこれをS（Storage）またはN（Nando）で表すが、1畳に満たない納戸や階段下が納戸として設定されている場合もある。
なお、「不動産の表示に関する公正競争規約」によれば、「DK」とは「台所と食堂の機能が1室に併存している部屋」をいい、「LDK」とは「居間と台所と食堂の機能が1室に併存する部屋」をいうとされる。したがって、例えば「食堂兼居間」1室と、それとは独立した「台所」が1室あるといった場合には、「LD・K」のように中黒を入れて表現することがある。
また、こうした文字列による表現では主な部屋の存在のみを表し、各部屋の相対的位置関係や、どの部屋がどの方角に向いているかなど、また「浴室」や「便所」といった部屋の有無については言及されないことがある。

## その他
マンガやアニメで描画された家屋の情報を基に、それらの登場人物が居住する家の間取りを推測してまとめた本も出版されている（影山明仁『名作マンガの間取り』ソフトバンククリエイティブ、2008年。ISBN 4797342293）。